# 毛脉柳卵
毛脉柳卵（学名：Epilobium angustifolium sp. circumvagum）为柳叶菜科柳叶菜属下的一个亚种。